# Marie Eleonora z Ditrichštejna
Marie Eleonora z Ditrichštejna, také z Dietrichsteinu (německy Maria Eleonore von Dietrichstein; 1. ledna 1623 Vídeň – 20. března 1687 Brno) byla moravská šlechtična z rodu Ditrichštejnů. Byla dvakrát provdaná, nejprve jako hraběnka z Kounic, podruhé z Oppersdorfu.

## Život
Marie Eleonora z Ditrichštejna se narodila ve Vídni jako čtvrté dítět a třetí (druhá přeživší) dcera císařského diplomata Maxmiliána, II. knížete z Ditrichštejna na Mikulově (1596–1655), a jeho první manželky Anny Marie Františky z Lichtenštejna (1597–1639), dcery I. lichtenštejnského knížete Karla, vévody opavského a krnovského.

### Manželství a děti
Dne 26. listopadu 1646 ve Vídni provdala poprvé, za českého hraběte (od 12. června 1642) Lva Viléma z Kounic (Leopold Wilhelm von Kaunitz, 16. ledna 1614 – 31. října 1655), syna Oldřicha V. z Kounic a jeho druhé manželky Ludmily Roupovské z Roupova. Měli jednoho syna:
- Dominik Ondřej I. (1654–1705), hrabě z Kounic, od 25. listopadu 1675 ženatý s hraběnkou Marií Eleonorou ze Šternberka. Měli osm dětí.

Podruhé se Marie Eleonora provdala 15. dubna 1663 v Hodoníně za Bedřicha Leopolda hraběte z Oppersdorfu (Friedrich Leopold von Oppersdorf, † 22. ledna 1699). Neměli žádné děti.
Marie Eleonora z Ditrichštejna, ovdovělá hraběnka z Oppersdorfu zemřela v Brně 20. března 1687 ve věku 64 let.